# Файлингдейлс (военная база)
Файлингдейлс (англ. Fylingdales) — военная база, расположенная в местечке Файлингдейлс-Мур (графство Северный Йоркшир, Великобритания). Представляет собой радиолокационную станцию, входящую в американскую систему раннего обнаружения межконтинентальных баллистических ракет (МБР). В соответствии с двусторонними соглашениями (см., например, UKUS SIGINT), США и Великобритания обмениваются полученными станцией разведданными. Её основная задача — предупреждение правительств двух стран об атаке с применением МБР, второстепенная задача — обнаружение и отслеживание орбитальных объектов.

## Эксплуатация
Находясь под командованием ВВС Великобритании (RAF), станция является частью (Site III) американской сети «Бимьюс». Две другие станции этой сети расположены в Гренландии (Туле, Site I) и на Аляске (Клир, Site II). Информация передаётся на базу Петерсон (Колорадо-Спрингс, США) в Командование воздушно-космической обороны Северной Америки (NORAD). На станции Файлингдейлс постоянно дежурит офицер связи ВВС США.

## Конструкция
Радиолокатор типа AN/FPS-132 построен с использованием активных фазированных антенных решёток (АФАР), смонтированных на каждой из трёх граней усечённого тетраэдра («пирамиды») высотой около 40 м (наклон граней 20°). Каждый из трёх антенных массивов имеет диаметр приблизительно 28 м и состоит из 2560 твердотельных приёмопередающих модулей мощностью 340 Вт; общая пиковая мощность установки — около 2,5 МВт. Станция способна сопровождать несколько сотен космических объектов в минуту на расстоянии 3000 морских миль (покрытие по азимуту 360°, по углу места — от 3° до 85°). Частотный диапазон — дециметровый (420—450 МГц).

## История

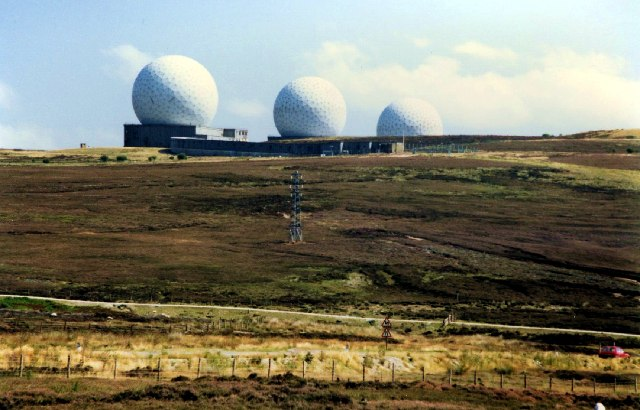
РЛС «Файлингдейлс» (AN/FPS-49) в 1989 году

Станция создавалась в 1960—1962 годах американской корпорацией RCA и обслуживалась её британским филиалом (с 1987 года — самостоятельная компания Serco). Первоначально состояла из трёх 112-тонных 25-метровых параболических антенн с механическим приводом типа AN/FPS-49, защищённых стеклопластиковыми сферическими куполами диаметром 40 метров. Они напоминали огромные мячи для гольфа, чем привлекали местных туристов. Водители автобусных туров в прибрежный городок Уитби, проезжая это место, обычно переключали радиоприёмники и позволяли пассажирам услышать шум от создаваемых радарами помех.
В 1989—1992 годах американская компания Raytheon модернизировала станцию, построив «пирамиду» с ФАР типа AN/FPS-126. Старые локаторы были разобраны.
В 2003 году компания Boeing получила восьмилетний контракт стоимостью 449 млн фунтов стерлингов по модернизации трёх станций ПРО США в рамках программы UEWR (Upgraded Early Warning Radar). Субподрядчиком выступила компания Raytheon. На РЛС «Файлингдейлс» были заменены многие внутренние системы для повышения разрешающей способности и точности определения траектории. Внешний вид станции, а также излучаемая мощность остались неизменными. В 2014 финансовом году модернизированная РЛС типа AN/FPS-132 принята в эксплуатацию.
Компания Serco в 2014 году выиграла шестилетний контракт стоимостью 15 млн фунтов стерлингов на продолжение эксплуатации и технического обслуживания станции.

## Полемика
Функционирование РЛС неоднократно становилось предметом критики со стороны оппозиционных групп, таких, как Кампания за ядерное разоружение, выступающих против всего, что связано с ядерной войной и милитаризацией космоса. В конце 1990-х годов, когда американцы взамен СОИ начали создание системы Национальной ПРО (НПРО), станцию решили использовать для отслеживания запусков из районов Африки и Ближнего Востока. На официальный запрос от американцев британское правительство в 2003 году ответило согласием. Это привело к возобновлению антивоенных демонстраций, а также к осложнению отношений Великобритании с некоторыми странами ЕС, в частности, с Францией. Критики заявляют, что Великобритании нет необходимости участвовать в программе НПРО США, отвечающей исключительно американским интересам.
Министерство обороны утверждает, что этот объект — вклад Великобритании в обеспечение мира и «неоценимая дополнительная страховка от развития пока неопределённой, но потенциально катастрофической угрозы для граждан Великобритании».
В июне 2003 года у местных жителей возникло беспокойство, что излучение радара может вызывать рак. Национальная служба здравоохранения провела исследования и в декабре 2003 года опубликовала отчёт, в котором уровень заболеваемости населения в близлежащих районах был отмечен как нормальный, а влияние радара отрицалось. В отчёте Минобороны 2003 года об экологическом воздействии системы ПРО также указывалось, что эксплуатация базы соответствует требованиям медицинского законодательства.
По сообщению «Би-би-си», британское правительство в конце 2004 года выразило согласие на просьбу американцев о размещении на территории Файлингдейлс-Мур противоракет. Впоследствии Минобороны опровергло эту информацию.

## Отражение в культуре
Процесс наблюдения за воздушным пространством на станции старого образца отображён в видеоклипе «Fylingdale Flyer» (1980, альбом Slipstream) британской рок-группы Jethro Tull, а также на обложке их альбома «A» (1980).